# بلديات السويد

بلديات السويد

بلديات السويد (باللغة السويدية Sveriges kommuner) هي تقسيمات إدارية محلية في السويد.
يبلغ عدد هذه البلديات في السويد ما يقارب 290. يقع على عاتق هذه البلديات تقديم خدمات إدارية للمواطنين في السويد.